# Димчевский, Николай Владимирович
Николай Владимирович Димчевский (31 мая 1926—2002) — российский поэт, прозаик, переводчик, журналист, фотохудожник, исследователь, путешественник и резчик по дереву.
Окончил философский факультет Московского университета. По окончании университета три года работал в Астраханском пединституте, после на телевидении, был заместителем главного редактора издательства «Советская Россия».
В газете «Московский университет» в 1948 г. опубликовал первое стихотворение.
Дебютировал в печати в 1959 году (журнал «Новый мир» и «Литературная газета»).
Автор книг стихов:
- «Прорубь» (1968),
- «Краски севера» (1972),
- «Можжевёловый корень» (1983),
- «Рожденье рек» (1989),
- «Сон о птице» (1996).

Его перу принадлежат также книги прозы:
- «Калитка в синеву» (1968),
- «Июль на краю света» (1970),
- «Облик странствий» (1976),
- «Летний снег по склонам» (1977),
- «Вечное чудодейство» (1981),
- «В пору скошенных трав» (1990).

Стихи были благожелательно приняты В. Луговским, Е. Винокуровым, Л. Мартыновым, Б. Слуцким.